# Edward Kent
Edward Kent, född 8 januari 1802 i Concord, New Hampshire, död 19 maj 1877 i Bangor, Maine, var en amerikansk jurist och politiker (whig). Han var Maines guvernör 1838–1839 och 1841–1842.
Kent studerade juridik och inledde 1825 sin karriär som advokat i Bangor. Åren 1836–1837 tjänstgjorde han som stadens borgmästare.
Kent efterträdde 1838 Robert P. Dunlap som guvernör och efterträddes 1839 av John Fairfield. År 1841 tillträdde han på nytt som guvernör och efterträddes 1842 igen av Fairfield. Kent tjänstgjorde som domare i Maines högsta domstol 1859–1873.